# Котляр, Вячеслав Вячеславович
Вячесла́в Вячесла́вович Котля́р (укр. В'ячеслав В'ячеславович Котляр; род. 3 марта 1982, Киев) — украинско-казахстанский футболист, вратарь.

## Карьера
Воспитанник киевского футбола. Выступал в казахстанских командах «Казахмыс» и «Иле-Саулет», а также в дубле столичной «Астаны», ныне игрок «Иртыша» из Павлодара. Дебют в павлодарском клубе состоялся в матче Кубка Казахстана против команды «Экибастуз».
В 2023 году стал тренером вратарей в ФК «Нива» (Тернополь)

## Достижения
- Серебряный призёр чемпионата Казахстана: 2012
- Победитель Первой лиги Казахстана: 2008
- Серебряный призёр конференции «Северо-Восток» Первой лиги Казахстана: 2007
- Финалист Кубка Казахстана: 2012